# Église Saint-Martin de Sourdun
L'église Saint-Martin est une église catholique située à Sourdun, en France.

## Localisation
L'église est située dans le département français de Seine-et-Marne, sur la commune de Sourdun.

## Historique
L'édifice est classé au titre des monuments historiques en 1971.